# المیرا اسکریپچنکو
المیرا اسکریپچنکو (انگلیسی: Almira Skripchenko؛ زادهٔ ۱۷ فوریهٔ ۱۹۷۶) شطرنج‌باز استاد بین‌المللی و استادبزرگ زنان فیده فرانسوی ارمنی‌تبار است. وی در سال ۲۰۰۱ در مسابقات قهرمانی شطرنج انفرادی زنان اروپا به مقام قهرمانی رسید و همچنین شش مرتبه در مسابقات قهرمانی شطرنج زنان فرانسه به مقام اولی دسته یافته است.  وی  در سال ۱۹۷۶ در کیشیناو، مولداوی از پدری اوکراینی و مادری ارمنی به دنیا آمد. در سن شش سالگی بازی شطرنج را آغاز نمود. در سال ۱۹۹۷ با استادبزرگ شطرنج فرانسوی ژول لوتیه ازدواج نمود. در سال ۲۰۰۴ وی به مقام قهرمانی جام نورث اورال دست یافت.